# Polystichum mexiae
Polystichum mexiae là một loài dương xỉ trong họ Dryopteridaceae. Loài này được Copel. mô tả khoa học đầu tiên năm 1941.